# Lista siturilor arheologice din județul Hunedoara - N
Lista siturilor arheologice din județul Hunedoara - N conține toate siturile arheologice din județul Hunedoara înscrise în Repertoriul Arheologic Național (RAN) și aflate în localități al căror nume începe cu litera N. RAN este administrat de Ministerul Culturii și Patrimoniului Național și cuprinde date științifice, cartografice, topografice, imagini și planuri, precum și orice alte informații privitoare la zonele cu potențial arheologic, studiate sau nu, încă existente sau dispărute.
Puteți căuta un sit din localitățile care încep cu litera N folosind formularul de mai jos sau puteți naviga prin toate siturile din județ la Lista siturilor arheologice din județul Hunedoara.
| Cod RAN                                  | Denumire | Localitate                                 | Adresă                           | Datare          | Descoperit       | Coordonate                                    | Imagine           | Erori            |
| ---------------------------------------- | --- | ------------------------------------------ | -------------------------------- | --------------- | ---------------- | --------------------------------------------- | ----------------- | ---------------- |
| 87594.01.01                              | Așezarea neolitică de la Nălațvad- Școală / ansamblu anonim (Categorie: locuire civilă) (Tip: Așezare)                                                           | localitate componentă Nălațvad, oraș Hațeg | Școală                           |                 |                  |                                               | Încărcați imagine | Raportați eroare |
| 90510.02.01                              | Așezarea neolitică de la Nandru / ansamblu anonim (Categorie: locuire civilă) (Tip: Așezare)                                                                     | sat Nandru, comuna Pestișu Mic             | LA Cărămizi, Dosu Mare, Dosu Mic | Turdaș          |                  |                                               | Încărcați imagine | Raportați eroare |
| 90510.02.02                              | Așezarea neolitică de la Nandru / ansamblu anonim (Categorie: locuire civilă) (Tip: Așezare)                                                                     | sat Nandru, comuna Pestișu Mic             | LA Cărămizi, Dosu Mare, Dosu Mic | Vinča           |                  |                                               | Încărcați imagine | Raportați eroare |
| 90510.03.01                              | Așezarea de la Nandru - "Peștera Spurcată" / ansamblu anonim (Categorie: locuire civilă) (Tip: Așezare în peșteră)                                               | sat Nandru, comuna Pestișu Mic             | Peștera Spurcată                 |                 |                  |                                               | Încărcați imagine | Raportați eroare |
| 90510.03.02                              | Așezarea de la Nandru - "Peștera Spurcată" / ansamblu anonim (Categorie: locuire civilă) (Tip: Așezare în peșteră)                                               | sat Nandru, comuna Pestișu Mic             | Peștera Spurcată                 |                 |                  |                                               | Încărcați imagine | Raportați eroare |
| 90510.03.03                              | Așezarea de la Nandru - "Peștera Spurcată" / ansamblu anonim (Categorie: locuire civilă) (Tip: Așezare în peșteră)                                               | sat Nandru, comuna Pestișu Mic             | Peștera Spurcată                 | Criș            |                  |                                               | Încărcați imagine | Raportați eroare |
| 90510.03.04                              | Așezarea de la Nandru - "Peștera Spurcată" / ansamblu anonim (Categorie: locuire civilă) (Tip: Așezare în peșteră)                                               | sat Nandru, comuna Pestișu Mic             | Peștera Spurcată                 | Coțofeni        |                  |                                               | Încărcați imagine | Raportați eroare |
| 90510.03.05                              | Așezarea de la Nandru - "Peștera Spurcată" / ansamblu anonim (Categorie: locuire civilă) (Tip: Așezare în peșteră)                                               | sat Nandru, comuna Pestișu Mic             | Peștera Spurcată                 |                 |                  |                                               | Încărcați imagine | Raportați eroare |
| 91152.01.01 (Cod LMI: HD-II-m-B-03370)   | Situl bisericii românești "Înălțarea Domnului" de la Nucșoara / ansamblu Biserica "Înălțarea Domnului" (Categorie: structură de cult/religioasă) (Tip: Biserică) | sat Nucșoara, comuna Sălașu de Sus         |                                  | sec. XIV        |                  | 45°29′02″N 22°55′12″E / 45.48394°N 22.91996°E | Încărcați imagine | Raportați eroare |
| 91152.01.02 (Cod LMI: HD-II-m-B-03370)   | Situl bisericii românești "Înălțarea Domnului" de la Nucșoara / ansamblu Biserica "Înălțarea Domnului" (Categorie: structură de cult/religioasă) (Tip: Biserică) | sat Nucșoara, comuna Sălașu de Sus         |                                  | sec. XVI        |                  | 45°29′02″N 22°55′12″E / 45.48394°N 22.91996°E | Încărcați imagine | Raportați eroare |
| 91152.01.03 (Cod LMI: HD-II-m-B-03370)   | Situl bisericii românești "Înălțarea Domnului" de la Nucșoara / ansamblu Biserica "Înălțarea Domnului" (Categorie: structură de cult/religioasă) (Tip: Biserică) | sat Nucșoara, comuna Sălașu de Sus         |                                  | 1779            |                  | 45°29′02″N 22°55′12″E / 45.48394°N 22.91996°E | Încărcați imagine | Raportați eroare |
| 87594.02.01 (Cod LMI: HD-II-m-A-03368)   | Trei biserici de lemn la Nălațvad / ansamblu anonim (Categorie: construcție de cult) (Tip: biserică)                                                             | localitate componentă Nălațvad, oraș Hațeg |                                  |                 |                  |                                               | Încărcați imagine | Raportați eroare |
| 90510.04.01                              | Situl arheologic de la Nandru - Peștera Joncțiunii / ansamblu anonim (Categorie: locuire) (Tip: Așezare în peșteră)                                              | sat Nandru, comuna Pestișu Mic             | Peștera Joncțiunii               |                 |                  |                                               | Încărcați imagine | Raportați eroare |
| 90510.04.02                              | Situl arheologic de la Nandru - Peștera Joncțiunii / ansamblu anonim (Categorie: locuire) (Tip: Așezare în peșteră)                                              | sat Nandru, comuna Pestișu Mic             | Peștera Joncțiunii               |                 |                  |                                               | Încărcați imagine | Raportați eroare |
| 90510.04.03                              | Situl arheologic de la Nandru - Peștera Joncțiunii / ansamblu anonim (Categorie: locuire) (Tip: Așezare în peșteră)                                              | sat Nandru, comuna Pestișu Mic             | Peștera Joncțiunii               |                 |                  |                                               | Încărcați imagine | Raportați eroare |
| 90510.05.01                              | Așezarea Coțofeni de la Nandru - Peștera Vulpii / ansamblu anonim (Categorie: locuire) (Tip: Așezare în peșteră)                                                 | sat Nandru, comuna Pestișu Mic             | Peștera Vulpii                   | Coțofeni        |                  |                                               | Încărcați imagine | Raportați eroare |
| 90510.06.01                              | Așezarea Wietenberg de la Nandru - Pe Deal / ansamblu anonim (Categorie: locuire) (Tip: Așezare)                                                                 | sat Nandru, comuna Pestișu Mic             | Pe Deal                          | Wietenberg      |                  |                                               | Încărcați imagine | Raportați eroare |
| 90510.07.01                              | Așezarea de epocă romană de la Nandru - Față / ansamblu anonim (Categorie: locuire) (Tip: Așezare)                                                               | sat Nandru, comuna Pestișu Mic             | Față                             |                 |                  |                                               | Încărcați imagine | Raportați eroare |
| 87594.04.01                              | Așezarea de epocă romană de la Nălațvad - Casa Mara / ansamblu anonim (Categorie: locuire) (Tip: Așezare)                                                        | localitate componentă Nălațvad, oraș Hațeg | Casa Mara                        |                 |                  |                                               | Încărcați imagine | Raportați eroare |
| 87594.05.01                              | Așezarea de epocă romană de la Nălațvad - Grădina Covaci / ansamblu anonim (Categorie: locuire) (Tip: Așezare)                                                   | localitate componentă Nălațvad, oraș Hațeg | Grădina Covaci                   |                 |                  |                                               | Încărcați imagine | Raportați eroare |
| 89302.01                                 | Așezarea de epocă romană de la Nojag / ansamblu anonim (Categorie: locuire) (Tip: Așezare)                                                                       | sat Nojag, comuna Certeju de Sus           |                                  |                 |                  |                                               | Încărcați imagine | Raportați eroare |
| 90510.01.04 (Cod LMI: HD-I-m-A-03201.01) | Așezarea de la Nandru - "Peștera Curată" / ansamblu anonim (Categorie: locuire civilă) (Tip: Locuire)                                                            | sat Nandru, comuna Pestișu Mic             | Peștera Curată                   |                 | M.J. Ackner 1856 | 45°48′22″N 22°48′46″E / 45.80608°N 22.81288°E | Încărcați imagine | Raportați eroare |
| 90510.01.01 (Cod LMI: HD-I-m-A-03201.03) | Așezarea de la Nandru - "Peștera Curată" / ansamblu anonim (Categorie: locuire civilă) (Tip: Locuire)                                                            | sat Nandru, comuna Pestișu Mic             | Peștera Curată                   | Musterian       | M.J. Ackner 1856 | 45°48′22″N 22°48′46″E / 45.80608°N 22.81288°E | Încărcați imagine | Raportați eroare |
| 90510.01.02 (Cod LMI: HD-I-m-A-03201.02) | Așezarea de la Nandru - "Peștera Curată" / ansamblu anonim (Categorie: locuire civilă) (Tip: Așezare)                                                            | sat Nandru, comuna Pestișu Mic             | Peștera Curată                   | Starčevo - Criș | M.J. Ackner 1856 | 45°48′22″N 22°48′46″E / 45.80608°N 22.81288°E | Încărcați imagine | Raportați eroare |
| 90510.01.03 (Cod LMI: HD-I-s-A-03201)    | Așezarea de la Nandru - "Peștera Curată" / ansamblu anonim (Categorie: locuire civilă) (Tip: Locuire)                                                            | sat Nandru, comuna Pestișu Mic             | Peștera Curată                   | Coțofeni        | M.J. Ackner 1856 | 45°48′22″N 22°48′46″E / 45.80608°N 22.81288°E | Încărcați imagine | Raportați eroare |